# Hipposideros speoris
Hipposideros speoris es una especie de murciélago perteneciente a la familia Hipposideridae. Es endémica del sur de Asia. Sus hábitats naturales son bosques secos tropicales o subtropicales, cuevas y áreas urbanas. 

## Taxonomía y etimología

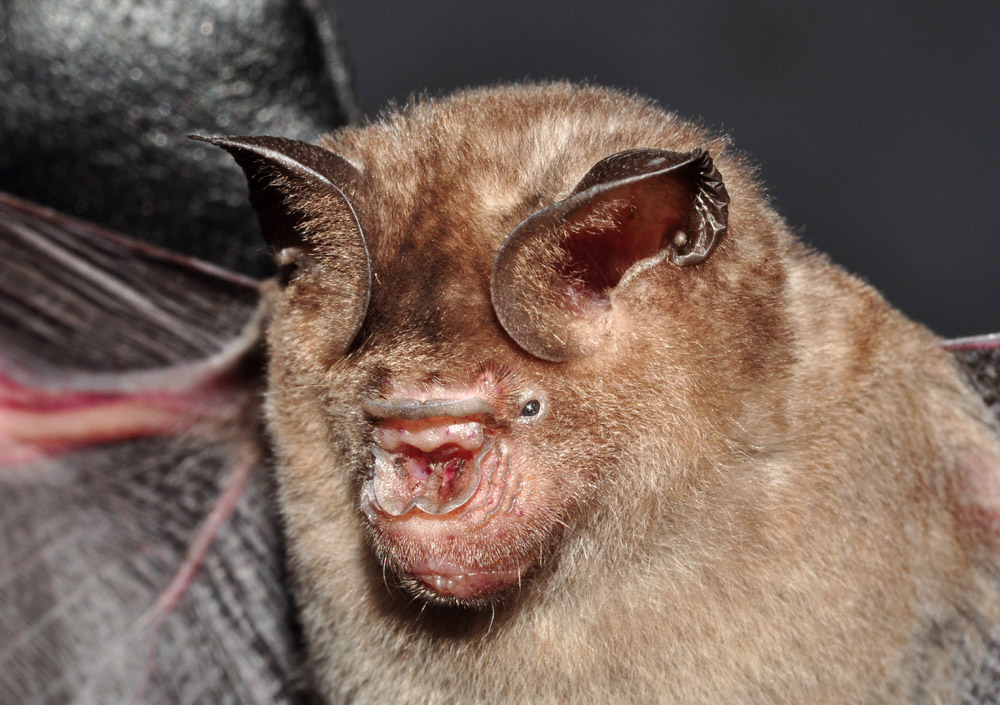
Detalles faciales

Recibe su nombre en honor a Johann Gottlob Schneider, un clasicista y naturalista alemán que lo observó por primera vez en 1800.

## Descripción
Esta especie es un murciélago pequeño. Tiene tres folíolos adicionales en su hoja nasal y plegues bien desarrollados junto a las fosas nasales, características externas que lo diferencian de otras especies del género Hipposideros. También tiene un saco frontal encima de la hoja nasal. 
Su color varía desde gris hasta marrón anaranjado, siendo más pálido entre los hombros y el vientre, y más oscuro en los costados y el lado posterior.

## Ecología y comportamiento

### Reproducción
Esta especie tiene un período de gestación de 135 a 140 días, después del cual nace una sola cría. 
Los ojos de los recién nacidos están cerrados y las orejas están dobladas lateralmente. Las hendiduras oculares aparecen después de una semana y los ojos se abren completamente después de dos semanas. Levantan las orejas al décimo día y los movimientos de las orejas son notables dos semanas después del nacimiento. 
Su cuerpo al nacer no tiene pelo y tiene la parte dorsal oscura y la ventral rosada.  Al llegar a un mes de edad, aproximadamente, su pelaje es tan denso como el de los adultos, pero es de un color más oscuro. 
Los murciélagos juveniles se adhieren al cuerpo de sus madres en posición invertida mientras succionan de una de sus glándulas mamarias. La mayoría de las hembras llevan a sus recién nacidos con ellas cuando salen de la cueva en busca de alimento hasta que alcanzan los 7 días de edad, entonces dejan a sus crían dentro de las cuevas. Las madres regresan regularmente antes de medianoche y recuperan a sus crías. Durante la recuperación, las madres se acercan a sus crías, las tocan suavemente con el antebrazo y le presentan la superficie de su vientre, especialmente la región púbica. Cuando la cría intenta aferrarse al cuerpo de su madre, ella gira su cuerpo un ángulo de 45° extendiendo parcialmente las membranas de sus alas. Esta postura permite al bebé sujetar los pezones de la madre. Luego, el bebé se gira hacia las glándulas mamarias y, después de succionar, estira una o ambas alas repetidamente. Al parecer las madres pasan la mayor parte de la noche dentro de la cueva. 

### Dieta
Esta especie tiende a volar lentamente cerca del suelo para cazar insectos. Busca alimento únicamente durante el vuelo. La captura de presas ocurre principalmente en los bordes de la vegetación que limitan con espacios abiertos.  La dieta de esta especie se compone principalmente de coleópteros, dípteros, mosquitos y otros insectos. 

### Ecolocalización
Las señales de ecolocalización carecen de un barrido inicial de frecuencia modulada ascendente y son de duración moderada (5,1–8,7 ms). 

## Distribución y hábitat
El murciélago se encuentra en India, Sri Lanka y, más recientemente, también se ha registrado en Pyay. Se ha registrado hasta una altitud de 1285 m (4215,9 pies) sobre el nivel del mar.
Se encuentra comúnmente y está ampliamente distribuido en toda su área de distribución, y los sus refugios pueden contener grupos de hasta 1.000 individuos.
Los murciélagos tienden a hacer sus refugios en cuevas, sótanos subterráneos, antiguas fortalezas, palacios, debajo de puentes, viejos edificios en desuso, templos, túneles en llanuras secas o laderas boscosas. Mientras que en la India los murciélagos están más dispersos en sus refugios, en Sri Lanka se han visto más unidos. 

## Conservación
La especie está catalogada por la UICN como de menor preocupación debido a que tiene una amplia distribución, puede tolerar muchos hábitats, tiene una gran población y no se cree que esté disminuyendo rápidamente. 
La especie está amenazada localmente en algunas partes de India debido a la caza para consumo local y con fines medicinales, la persecución mediante fumigación, la perturbación de sus refugios debido a actividades relacionadas con el turismo, la extracción de piedra y actividades de desarrollo como la demolición de edificios abandonados que conducen a la pérdida de lugares de descanso. En Karnataka y Kerala, la especie está amenazada por la recolección de murciélagos para alimentación y medicina, mientras que en Maharashtra, la especie está amenazada por las perturbaciones causadas por el turismo y otras actividades humanas. 
No se han identificado amenazas para las poblaciones de este murciélago en Sri Lanka.
No existen medidas de conservación para proteger a la especie, aunque se ha registrado su presencia en algunas áreas protegidas a lo largo de su área de distribución. 